# Yúliya Golofeyeva
Yúliya Serguéyevna Golofeyeva –en ruso, Юлия Сергеевна Голофеева– (25 de diciembre de 1996) es una deportista rusa que compite en triatlón. Ganó una medalla de bronce en el Campeonato Europeo de Triatlón de 2021, en el relevo mixto.

## Palmarés internacional
| Campeonato Europeo | Campeonato Europeo  | Campeonato Europeo | Campeonato Europeo |
| Año                | Lugar               | Medalla            | Prueba             |
| ------------------ | ------------------- | ------------------ | ------------------ |
| 2021               | Kitzbühel (Austria) | Medalla de bronce  | Relevo mixto       |